# Intelektuální kapitál
Intelektuální kapitál je jednou ze složek nehmotného kapitálu.
Intelektuální kapitál je souhrnný název pro lidský kapitál, strukturní kapitál a vztahový kapitál. Intelektuální kapitál bývá definován také jako rozdíl mezi tržní a účetní hodnotou organizace.
Lidský kapitál je soubor produktivních znalostí, dovedností a motivací.
Strukturní kapitál zahrnuje mechanismy a procesy podporující efektivitu práce a inovaci, informační a komunikační systémy, patenty, vynálezy a obchodní značky.
Vztahový kapitál je souhrn kontaktů se zákazníky, dodavateli, partnery, vlastníky, investory a věřiteli.